# Rottboellia goalparensis
Espèce
Synonymes
- Robynsiochloa goalparensis (Bor) Clayton

Rottboellia goalparensis est une espèce de plantes monocotylédones de la famille des Poaceae, 
sous-famille des Panicoideae, originaire des régions tropicales de l'Asie.
Ce sont des plantes herbacées vivaces aux tiges (chaumes) robustes, dressées, pouvant atteindre 200 cm de long. L'inflorescence est composée de racèmes.